# Ol Doinyo Lengai
Der Ol Doinyo Lengai ist ein aktiver Schichtvulkan des Ostafrikanischen Grabenbruchs im Norden Tansanias. Er liegt ca. 120 km nordwestlich von Arusha am Natronsee.
In der Sprache der Massai bedeutet Ol Doinyo Lengai so viel wie Gottesberg. Der ca. 2960 Meter hohe Vulkan ist für die Massai der Sitz ihres Gottes Engai und die Vulkanausbrüche symbolisieren den Zorn des Gottes.

## Vulkanismus
Der Ol Doinyo Lengai befindet sich über dem sogenannten Tansania-Kraton und ist der weltweit einzige aktive Vulkan, der Karbonatitlava fördert. Diese Lava ist sehr dünnflüssig, sie hat etwa die Viskosität von Wasser. Kürzlich erstarrte Lava hat eine dunkle Farbe, die sich schnell in ein helles Beige verwandelt. Die Natrokarbonatit-Lava (Na2CO3) dieses Vulkans erreicht mit zwischen 491 °C und bis zu 590 °C im Vergleich zur Lava anderer Vulkane eine vergleichsweise niedrige Temperatur, entstammt aber dem Erdmantel.
Die hauptsächliche Förder-Aktivität findet in einem Kratersee-Bereich statt, der mit den Eruptionsprodukten gefüllt ist. Das Niveau der Füllung ist einem steten Wandel unterworfen. Der Pegel der Karbonatitlava kann plötzlich absacken und wieder ansteigen. Es bilden sich ständig Gasblasen mit bis zu 3 m Durchmesser. Oft wird auch ein Lavastrom über den Kraterrand gefördert. An kleineren Austrittsstellen der Lava bildeten sich steile Kegel mit bis zu einigen Metern Höhe, sogenannte Hornitos.

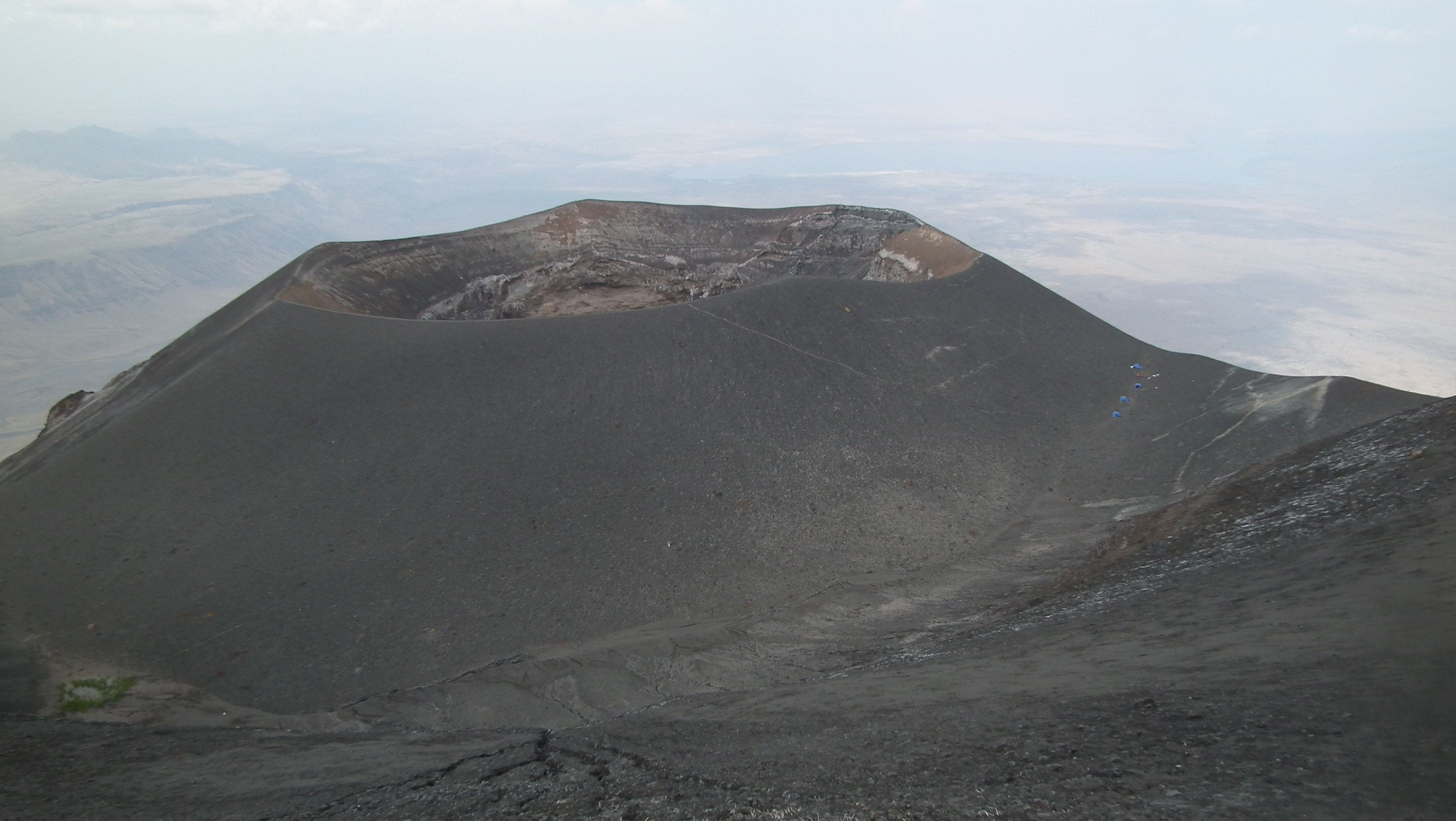
Krater im Januar 2011

Im Juli 2007 kam es zu einer großen Eruption mit kilometerhohem Ascheauswurf, die zur Evakuierung der Umgebung führte und den Gipfelbereich des Vulkans deutlich umgestaltete. Die explosiven Eruptionen dauerten bis 2008 an und bildeten einen über 100 m tiefen und mit steilen Wänden ausgestatteten Krater. Die Vegetation ist selbst an den Bergflanken weitgehend verschwunden.
Im Krater gibt es mehrere Stellen, an denen die typische Karbonatitlava ausgeworfen wird und es haben sich bereits kleinere Hornitos gebildet. Sofern die Aktivität anhält, könnte sich der Krater über die Jahre erneut auffüllen.

## Routen zum Gipfel
Der Vulkan wird wegen der abgelegenen Lage und der fehlenden Infrastruktur nur selten bestiegen. Der Aufstieg ist technisch einfach, jedoch  sehr anstrengend, da er weglos und im oberen Bereich in bis zu 45° steilen Lavakanälen an der Westflanke des Vulkans verläuft. Bis zum Kraterrand sind rund 1600 Höhenmeter zu überwinden, zum höchsten Punkt am südlichen alten Kraterrand sind es weitere 100 m. Wegen der hohen Tagestemperaturen beginnt der Aufstieg meist in der Nacht.

## Bilder

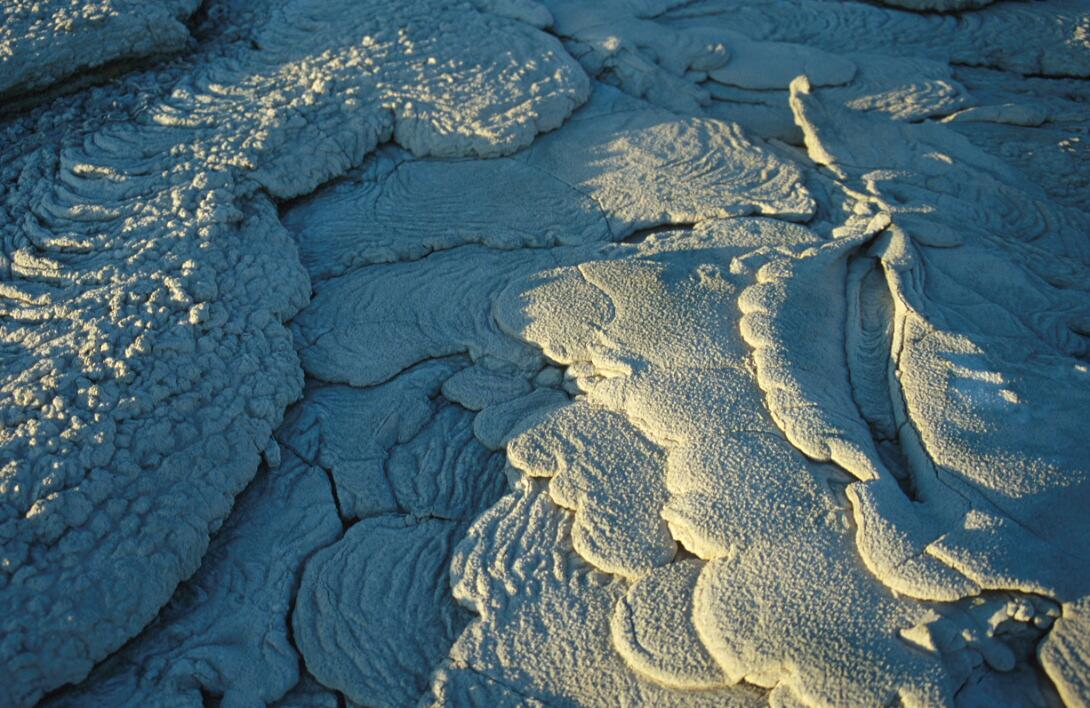
Erstarrte Lava im Krater (August 2001)
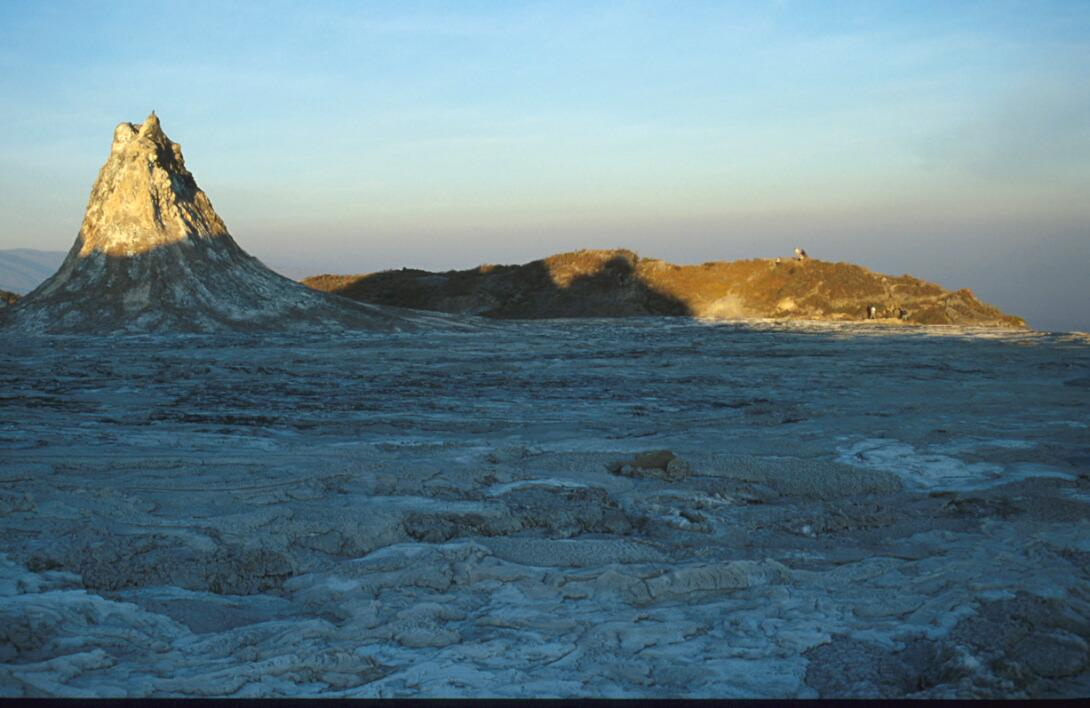
Öfchen oder „Hornito“ im Krater (August 2001)
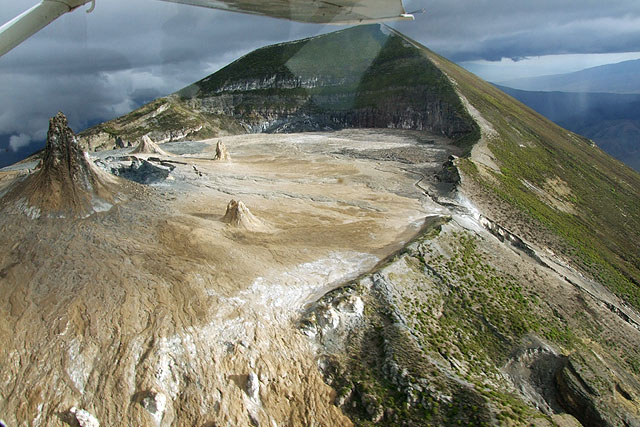
Blick in den Krater vor dem Ausbruch 2007
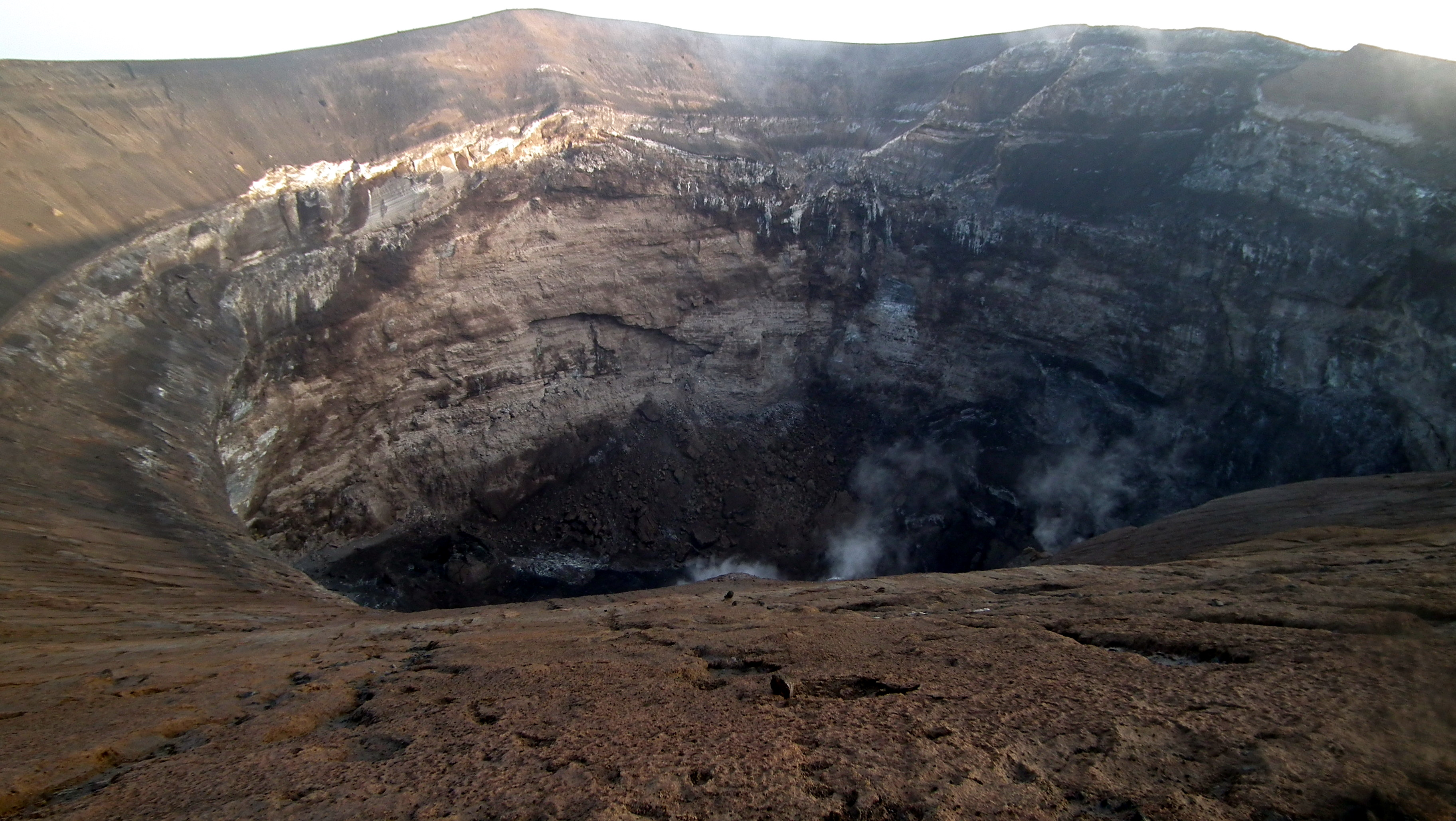
Blick in den neuen Krater (Januar 2011)
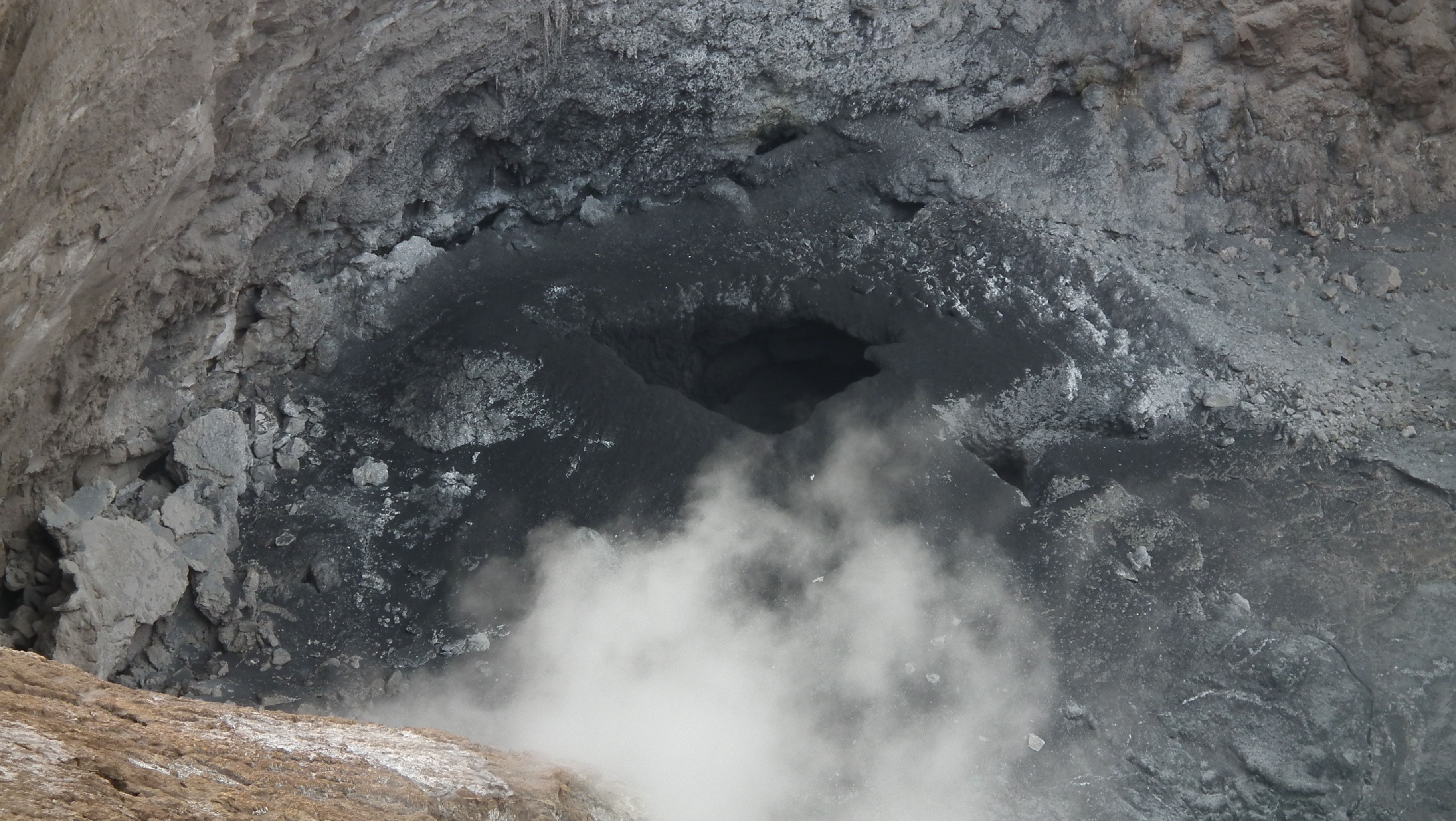
Lava-Auswurf im Krater (Januar 2011)